# 鹦鹉热衣原体
鹦鹉热衣原体又稱猫衣原体、鹦鹉热披衣菌，是一种致命性细胞内细菌，該細菌可能會引起特有種鳥衣原体病、哺乳动物流行病和鸚鵡熱。鸟类是鹦鹉热衣原体的载体，因为它们以各种受感染动物的碎屑为食，而且還能接触到這些受感染动物。鹦鹉热衣原体在鸟类体内有潛伏期，若是遇到壓力，則疾病症狀就會出現。鹦鹉热衣原体潜在的宿主包括野鸟、家禽以及牛、家豬、羊和馬。鹦鹉热衣原体可以在鸟类和哺乳动物之间传播，感染途徑有吸入、接触或摄入。鹦鹉热衣原体对屠宰场工人和与鸟类接触的人來說是一大隱患。鸟类和人类罹患鹦鹉热後一開始會出現流感样症状，後來會发展成为危及生命的肺炎。
鸟类中的鹦鹉热衣原体通常會引起全身性疾病，也會引發无症状或严重、急性或慢性病，并伴有间歇性的排泄。鸟类中的鹦鹉热衣原体會感染呼吸道黏膜上皮细胞和巨噬细胞，最终会发展为敗血症，细菌会集中在大多数器官、结膜和胃肠道的上皮细胞和巨噬细胞中。它也可以通过卵传播。當鳥感染鹦鹉热衣原体後，压力通常会引起非常严重的症状，导致鳥的身體狀況迅速恶化和死亡。

## 历史
1879年，瑞士首次发现由鹦鹉热衣原体引起的疾病，即鹦鹉热，当时瑞士发现有7个人在接触热带宠物鸟后患上肺炎。當時致病病原体尚不清楚。1929年至1930 年冬季，美国和欧洲爆發鹦鹉热疫情，當時該疾病的死亡率为20%，孕妇死亡率达80%。當時人們發現是有人接触了从阿根廷进口的亚马逊鹦鹉後感染了這種疾病。尽管人們於1930年發現鹦鹉热衣原体是引發鹦鹉热的病原体，但直到20世纪 60年代人們通过电子显微镜才发现鹦鹉热衣原体是一种细菌。 

## 治疗
四环素或大环内酯类药物可治疗由鹦鹉热衣原体引起的疾病，但儿童或孕妇不应使用四環素。病人在服用四环素时应避免食用或飲用乳制品。這些藥物可以通過静脉注射或口服给药的方式進入病人體內。在病人退燒后，应繼續治療10-14天。病人還可以服用布洛芬或对乙酰氨基酚。病人应避免接觸大麻或烟草燃燒後產生的烟雾（吸煙）。